# 보완재
보완재(補完財, 영어: complementary good)는 경제학에서, 어떤 한 재화의 수요가 늘어날때 함께 수요가 늘어나는 재화를 말한다. 이러한 경우 두 재화사이에 보완관계가 있다고 표현한다.

## 같이 보기
- 대체재